# 東京化成工業
東京化成工業株式会社（とうきょうかせいこうぎょう、Tokyo Chemical Industry Co., Ltd.）は、東京都中央区に本社を置く、化学品の製造会社。試薬を主体に、化成品や受託製造にも対応している。欧米や中国にも海外拠点を持つ。
試薬分野では、取扱い品目を有機試薬に特化して競争力を維持する戦略を採ることにより、高い収益を上げる企業として評価されている。2017年5月には深谷工場内にGMP対応工場が完成し、9月から治験薬の受託合成を始めた。

## 沿革
- 1894年 - 医薬品（和漢薬）卸業・浅川商店 創業[1]。
- 1940年 - 日本油薬製造（株）、（資）松本製薬所を買収し、医薬品製造開始。
- 1946年 - 現社名に改称し、有機試薬の製造・販売を専業に[1]。
- 1966年 - 深谷工場 操業開始。
- 1985年 - 米国オレゴン州・ポートランドに TCI America Co.Ltd.を設立[1]。
- 1999年 - ベルギー・アントウェルペンに TCI Europe N, V.を設立[1]。大阪営業所を開設。
- 2002年 - 深谷工場 ISO9001:2000 (JQA-QM8374)認証登録。ベルギー・アントウェルペンに物流センターを開設[1]。川口配送センターを開設。戸田研究所を開設。
- 2005年 - 中国・上海化学工業区に梯希愛（上海）化成工業発展有限公司を設立。
- 2006年 - ドイツ・フランクフルトに TCI Deutschland GmbH を設立。深谷工場 ISO14001:2004（JQA-EM5386）認証登録。
- 2007年 - 英国オックスフォードに Tokyo Chemical Industry UK Ltd.を設立。
- 2008年 - インド・チェンナイに TCI Chemicals (India) Pvt.Ltd.を設立[3]。
- 2011年 - 中国・北京に営業所を開設。中国・天津に物流センターを開設。
- 2012年 - 米国・フィラデルフィアに物流センターを開設。
- 2014年 - 米国・ボストンにセールスマーケティングオフィスを開設。東京化成化学振興財団を設立。
- 2017年 - 尼崎配送センターを開設。深谷工場内にGMP対応工場完成 治験薬の受託合成開始[4]。

## 国内拠点
- 本社
  - 東京都中央区日本橋小伝馬町16番12号　T-PLUS日本橋小伝馬町8F[5]
- 工場
  - 深谷工場（埼玉県深谷市）ISO9001:2000(JQA-QM8374)、ISO14001:2004（JQA-EM5386）認証登録
  - 熊谷製造所 (埼玉県熊谷市)
- 研究所
  - 王子研究所（東京都北区）
  - 戸田研究所（埼玉県戸田市）
- 配送センター
  - つくば事業所（茨城県筑西市）
  - 川口配送センター（埼玉県川口市）
  - 尼崎配送センター (兵庫県尼崎市)

## 主な事業
- 有機試薬
- 化成品
- 糖鎖
- バイオ
- 受託製造

## 特記
- 特殊な化合物の合成を手がけている関係上か、全国各地の試薬卸業者の他にも富士フイルム和光純薬や関東化学などといった大手の試薬メーカー（及びその取扱業者）でも同社の試薬の取り次ぎ（販売代理店）を行っている。
- 現会長の浅川皓司は馬主としても知られる。冠名は「アゲン」。

## 関係会社
- 東京化成販売株式会社
- TCI AMERICA（米国・オレゴン州・ポートランド）
- TCI EUROPE N.V.（ベルギー・アントウェルペン）
- TCI Deutschland GmbH（ドイツ・フランクフルト）
- Tokyo Chemical Industry UK Ltd. (イギリス・オックスフォード）
- 梯希愛（上海）化成工業発展有限公司（中国・上海化学工業区）
- TCI Chemicals (India) Pvt.Ltd. (インド・チェンナイ)
- 日本ファインケミカル株式会社
- ケミカルボトリング株式会社
- ケミカル・デリバリー株式会社

## 関係団体
- 公益財団法人 東京化成化学振興財団

## 加盟団体
- 一般社団法人 日本試薬協会
- 一般社団法人　日本化学工業協会

## 所属学会
- 公益社団法人 日本化学会
- 公益社団法人 日本分析化学会
- 公益社団法人 日本薬学会
- 公益社団法人 日本生化学会
- 公益社団法人 日本農芸化学会
- 公益社団法人 有機合成化学協会